# Lingua Franca
Pour les articles homonymes, voir Lingua franca (homonymie).

Lingua Franca était un magazine américain traitant de la vie intellectuelle et littéraire universitaire, actif de 1990 à 2001.

## Affaire Sokal
Ce magazine est connu pour avoir révélé l'affaire Sokal. Les éditeurs du magazine publièrent par la suite un recueil de textes sur le sujet intitulé The Sokal Hoax.

## Quick Studies: The Best of Lingua Franca
En 2002, l'éditeur Alexander Star a publié la collection Quick Studies: The Best of Lingua Franca.